# Taiwan Canasta
Pour plus de détails, voir Fiche technique et Distribution.
Taïwan Canasta (Tajvanska kanasta) est un film yougoslave réalisé par Goran Marković, sorti en 1985.

## Synopsis
Sacha, architecte quadragénaire au chômage, a du mal à trouver sa place dans la société.

## Fiche technique
- Titre original : Tajvanska kanasta
- Titre français : Taïwan Canasta
- Réalisation : Goran Marković
- Scénario : Goran Marković et Milan Nikolić
- Costumes : Nadežda Perović
- Photographie : Miloš Spasojević et Živko Zalar
- Montage : Vuksan Lukovac
- Musique : Milan Mladenović et Zoran Simjanović
- Pays d'origine : Yougoslavie
- Format : Couleurs - 35 mm - Mono
- Genre : comédie dramatique
- Durée : 101 minutes
- Date de sortie :
  - Yougoslavie : 30 mars 1985

## Distribution
- Boris Komnenić : Sacha Belopoljanski
- Neda Arnerić : Narcisa Vidmar
- Radko Polic : Dušan Vidmar
- Gordana Gadžić : Ivanka
- Miki Manojlović : Rade Seljak
- Petar Božović  : Pedja
- Bora Todorović : Jogi
- Semka Sokolović-Bertok : la directrice du musée
- Bogdan Diklić (sr) : Drazenko
- Vojislav Brajović : Dragos